# Black Autumn
Black Autumn es una banda alemana de black metal y ambient black metal fundada en 1995 por M. Krall y TH. Debido a diferencias musicales, TH decide dejar la banda, quedando como un proyecto solista. Se caracteriza por combinar elementos de black metal con elementos de música noise, ambient y doom metal, además de elementos de música industrial. 
En diciembre de 2010, Krall anuncia que está trabajando en un nuevo disco, y publica un EP con tres temas instrumentales como adelanto. Este nuevo disco tiene un ambiente más melódico, además de incorporar elementos sinfónicos. 
The Advent October es publicado a principios de 2013, limitado físicamente a 1000 copias, con un sonido similar a Losing The Sun, aún en producción.

## Discografía
Álbumes de estudio
- 2007: Ecstasy, Nightmare, Doom
- 2008: Rivers Of Dead Leaves
- 2010: Aurora Morgen Rothe Im Auffgang
- TBA: Losing the Sun

Demos y EP
- 1998: The Seven Gates Of Illusionary Vision
- 1998: A Distant Light Before Dawn
- 2003: Black Autumn
- 2003, Cult of Nihil
- 2006: Insolation
- 2006: End
- 2006: Cult of Nihil (Relanzamiento)
- 2013: The Advent October

Álbumes split
- 2005: Abyss & Black Autumn (con Abyss)